# Fábio Faria (Fußballspieler)
Fábio do Passo Faria, bekannt als Fábio Faria, (* 24. April 1989 in Vila do Conde, Portugal) ist ein portugiesischer Fußballspieler. Er steht derzeit bei Benfica Lissabon unter Vertrag und spielt in der Abwehr.

## Karriere

### Im Verein
Faria durchlief während seiner Jugend die Juniorenabteilungen vom FC Porto und Rio Ave FC. Letzterer ist der größte Verein seiner Heimatstadt Vila do Conde. 2007 stieß der Zentralverteidiger in den ersten Profikader und am 6. Januar 2008 bestritt er gegen CD Feirense sein erstes Profispiel in der zweiten Liga. Sein erstes Tor schoss der Portugiese am 21. Februar 2010 gegen den FC Paços de Ferreira. In derselben Saison wurde Faria Stammspieler und aufgrund seiner guten Leistungen von vielen Clubs umworben. 
Somit wechselte er nur eine Saison später zum portugiesischen Rekordmeister Benfica Lissabon, wo er einen Vier-Jahres-Vertrag unterzeichnete.
Der portugiesische Verteidiger konnte sich aber im Team nicht durchsetzen und kam nur zu einem Einsatz gegen Marítimo Funchal in einem Ligapokalspiel. Im Frühjahr 2011 wechselte er für den Rest der Saison 2010/11 nach Spanien zum Real Valladolid. Im August desselben Jahres wechselte Faria weiterhin auf Leihbasis zurück nach Portugal zum FC Paços de Ferreira. Eineinhalb Jahre spielte er für den FC Paços de Ferreira, ehe er wieder auf Leihbasis zu seinem ersten Profiverein, den Rio Ave FC für eine halbe Saison wechselte.

### In der Nationalmannschaft
Faria hat bis dato noch kein Spiel für die portugiesische Fußballnationalmannschaft bestritten, allerdings kam er schon für die U-19, als auch die U-21 seines Landes zum Einsatz. 